# Stegonotus diehli
Stegonotus diehli là một loài rắn trong họ Rắn nước. Loài này được Lindholm mô tả khoa học đầu tiên năm 1905.